# São José dos Quatro Marcos
São José dos Quatro Marcos este un oraș în Mato Grosso (MT), Brazilia.